# Kerninflation
Kerninflation ist ein volkswirtschaftliches Konzept zur Messung der Inflation, das die Preisänderungen bestimmter Güter nicht berücksichtigt. Die Kerninflationsrate schließt die Preise für Lebensmittel und den Energiesektor aus der Berechnung aus, da diese in stärkerem Maße Schwankungen unterworfen sind, deren Ursachen nicht innerhalb der betrachteten Volkswirtschaft zu finden sind.
Es besteht kein einheitliches Modell einer Kerninflationsrate. Teilweise werden zusätzlich noch Tabakprodukte und Produkte mit administrierten Preisen (z. B. „Kerninflationsrate 2“ des Bundesamts für Statistik) aus dem Warenkorb ausgeschlossen.

## Gründe für die Verwendung einer Kerninflationsrate
Bei der Auswahl des Warenkorbs für die Berechnung einer Inflationsrate wird üblicherweise versucht, einen repräsentativen Warenkorb zu definieren, um die Wirkung der Inflation bestmöglich zu beschreiben. In Europa wird hierzu der harmonisierte Verbraucherpreisindex (HVPI) verwendet.
Einzelne Aspekte der Inflation lassen sich mit einem derartigen Index jedoch nicht angemessen darstellen:

### Jahreszeitliche Schwankungen
Eine Reihe von Produktpreisen schwanken jahreszeitlich. Dies ist insbesondere bei Lebensmitteln der Fall. Dieser jahreszeitliche Effekt überlagert die „tatsächliche“ Inflationsrate („Headline Inflation“). Um diesen Effekt zu eliminieren, bestehen zwei Möglichkeiten:
- Glättung durch Durchschnitte (um den Preis, dass Veränderungen der Inflationsrate erst verzögert und abgeschwächt gezeigt werden)
- Entfernung der Lebensmittel aus dem Warenkorb (Konzept der Kerninflation)

Laut einer Studie der Federal Reserve Bank of New York ist das Konzept der Kerninflationsrate besser geeignet, die „tatsächliche“ Inflationsrate zu messen, als die Verwendung gleitender Durchschnitte.

### Energiepreisschwankungen
Die Preise für (meist importierte) Energieträger (hauptsächlich Rohöl, Erdgas und Kohle) sind ebenfalls sehr schwankungsanfällig. Hinzu kommt, dass diese Preise im Laufe einiger Quartale über die Produktionskette hinweg Auswirkungen auf die Preise anderer Güter haben.
Auch dieser Effekt lässt sich am besten durch die Nichtberücksichtigung der Energiekosten im Warenkorb korrigieren.
Insbesondere die Wirkung externer Preisschocks (z. B. Ölkrise) ist durch diese Maßnahme leichter zu beschreiben.
Kritik an diesem Konzept wird jedoch deshalb geübt, weil Preissteigerungen sowohl bei Energien als auch bei Lebensmitteln nicht nur durch kurzfristige externe Schocks oder Schwankungen ausgelöst werden, sondern – insbesondere in den letzten Jahren – auch langfristigen Trends entsprechen. Die Kerninflation berücksichtigt diesen Effekt nicht, obwohl ein hoher Prozentsatz des Ausgabevolumens der Bürger für Energien und Lebensmittel aufgewandt wird.

## Verwendung und Interpretation
EUROSTAT berechnet regelmäßig die Kerninflationsrate als einen um die Energie- und Lebensmittelkomponenten bereinigten HVPI. Dieser wird von der EZB als ein Indikator bei der Festlegung geldpolitischer Maßnahmen genutzt.
In der Schweiz verwendet die Schweizerische Nationalbank eine Kerninflationsrate als Inflationsrate ohne Nahrung, Getränke, Tabak, Saisonprodukte, Energie und Treibstoffe.
Die Verwendung der Kerninflationsrate durch die Notenbanken geht von der Annahme aus, dass temporäre externe Preisschocks und jahreszeitliche Schwankungen keinen Einfluss auf die Entscheidung über geldpolitische Maßnahmen haben sollten.
Für die EZB ist jedoch die Entwicklung des HVPI und nicht die Kerninflationsrate der entscheidende Maßstab. Bedingt durch mögliche Zweitrundeneffekte sind auch externe Preisschocks geeignet, dauerhafte Wirkungen auf die Inflation zu haben.

## Geschichte
Das Modell der Kerninflation als Preisindex ohne Berücksichtigung von Lebensmitteln und Energie wurde erstmals 1975 durch Robert J. Gordon beschrieben. Es handelt sich um die meist gebrauchte Definition der Kerninflation.